# 9903 Леонхардт
9903 Леонхардт (9903 Leonhardt) — астероїд головного поясу, відкритий 4 липня 1997 року.
Тіссеранів параметр щодо Юпітера — 3,182.